# Émission Europa

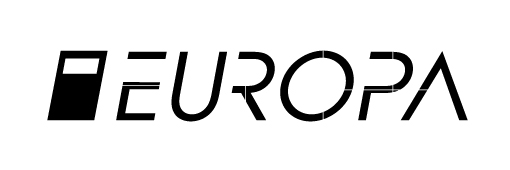
Logotype d'Europa sous PostEurop.

Timbre allemand de la première émission commune de 1956.

Pour les articles homonymes, voir Europa.
L'émission Europa (aussi nommée Europa - CEPT jusqu'en 1992) est une émission conjointe annuelle de timbres-poste sur une même illustration ou un même thème par les administrations postales membres des Communautés européennes (1956-1959), de la Conférence européenne des administrations des postes et télécommunications (CEPT, de 1960 à 1992), puis de l'association PostEurop depuis 1993.

## Histoire
Le 15 septembre 1956 est émise la première émission de ce qui va devenir les émissions EUROPA. Les administrations postales des six pays membres de la CECA mettent en vente des timbres reprenant la même illustration : une tour formée des lettres du mot « EUROPA », en construction puisque entourée par un échafaudage.
En 1959, ces émissions deviennent communes aux pays participant à la Conférence européenne des administrations des postes et télécommunications, dont les initiales « CEPT » figurent sur les timbres des émissions communes à partir de 1960.
L'illustration est commune de 1956 à 1973. Cependant de nombreux pays émettent un timbre ne reprenant pas le motif commun mais indiquant uniquement le mot « EUROPA ». Les émissions à motifs communs s'essoufflent et dès 1970, la CEPT autorise en plus du motif commun d'émettre un timbre de son choix à condition que le logo de la CEPT y figure.
Dès 1974 les illustrations communes sont définitivement remplacées par l'évocation libre d'un thème commun.
Le succès des émissions EUROPA auprès des collectionneurs a incité de nombreuses administrations postales de petits pays ou territoires dépendant des pays européens (îles Anglo-Normandes, par exemple) à rejoindre les pays émetteurs dans les années 1970. Le nombre de participants se stabilise à 35 dans les années 1980. La Turquie participe sans discontinuer depuis 1960, et la Yougoslavie communiste à partir de 1969.
La chute du bloc communiste amène de nouveaux pays émetteurs à partir de 1990 pour atteindre 57 pays à la fin des années 1990.

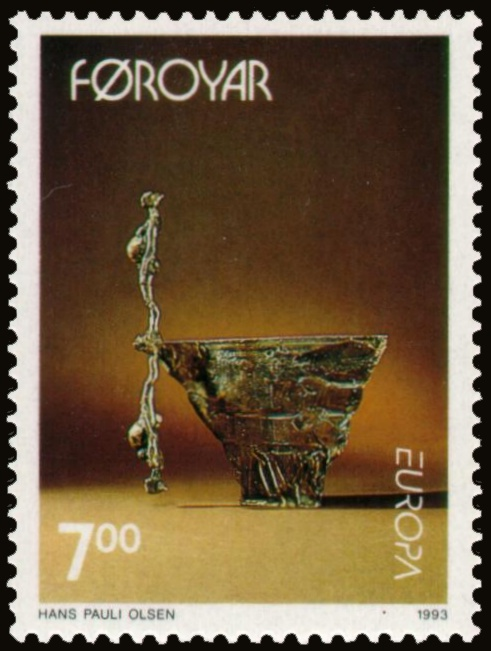
Timbre des Îles Féroé de 1993 portant le logotype des émissions Europa en usage de 1993 à 2010.

Le CEPT voulant dorénavant se concentrer sur les télécommunications, c'est PostEurop qui reprend la gestion des émissions Europa. Dès 1993 le logo de la CEPT disparaît au profit d'un nouveau logotype créé par PostEurop. Il s'agit du mot « EUROPA » penché vers la droite.

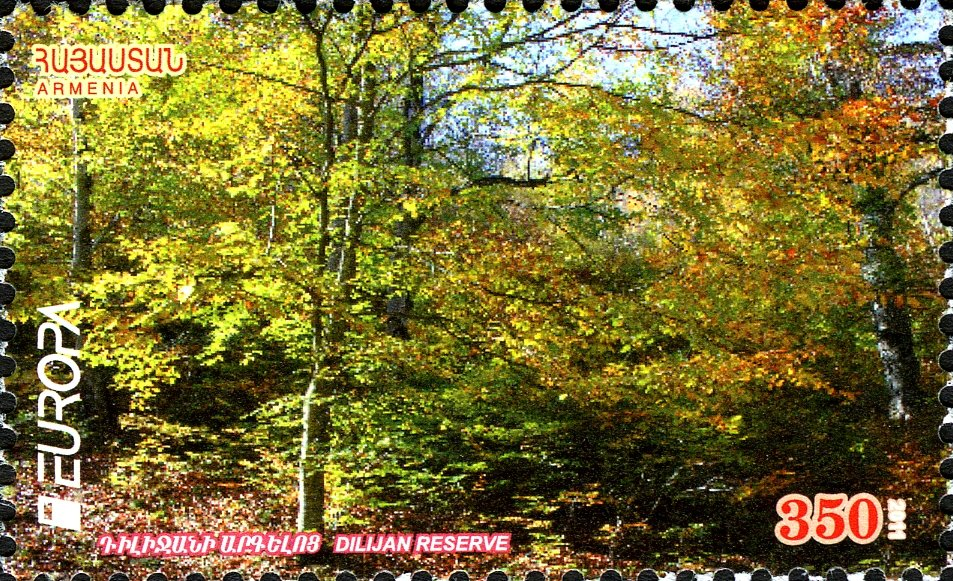
Timbre émis par l'Arménie en 2011 portant le nouveau logotype des émissions Europa.

En 2011, un nouveau logotype est en usage. Un élément graphique noir et blanc et symbolisant une boîte aux lettres est ajouté avant le mot « EUROPA ». En vertu du droit d'auteur, PostEurop ne pouvait pas enregistrer son logotype sans y incorporer d'élément graphique.

## Liste des émissions

### Illustration commune (1956-1973)
| Année | Illustration commune                                                                                 | Thème                                                                                                | Pays | Première participation                                                                           | Auteur de l'illustration                            |
| ----- | --- | --- | ---- | ------------------------------------------------------------------------------------------------ | --------------------------------------------------- |
| 1956  | Tour formée du mot Europe en latin "EUROPA"                                                          | Construction de l'Europe                                                                             | 6    | Belgique, France, Italie, Luxembourg, Pays-Bas, Allemagne de l'Ouest                             | Daniel Gonzague (France)                            |
| 1957  | pas d'illustration commune                                                                           | Paix et prospérité grâce à l'agriculture et l'industrie                                              | 8    | Protectorat de Sarre Suisse                                                                      |                                                     |
| 1958  | Colombe volant au-dessus du E d'Europe                                                               | La paix au service des idées européennes                                                             | 8    | Turquie                                                                                          | André Van der Vossen (Pays-Bas)                     |
| 1959  | Chaîne formée de 6 anneaux                                                                           | | 9    | Autriche                                                                                         | Walter Brudi (Allemagne de l'Ouest)                 |
| 1960  | Roue de char romain à 19 rayons                                                                      | 1re émission de la Conférence européenne des administrations des postes et télécommunications (CEPT) | 20   | Danemark Espagne Finlande Royaume-Uni Grèce Irlande Islande Liechtenstein Norvège Portugal Suède | Pentti Rahikainen (Finlande)                        |
| 1961  | Colombe stylisée composée de 19 colombes                                                             | | 16   | Chypre Saint-Marin                                                                               | Theo Kurpershoek (Pays-Bas)                         |
| 1962  | Arbre stylisé à 19 feuilles                                                                          | | 18   | Monaco                                                                                           | Lex Weyer (Luxembourg)                              |
| 1963  | Croix stylisée composée de 4 U entrelacés                                                            | Europe unie                                                                                          | 19   |                                                                                                  | Arne Holm (Norvège)                                 |
| 1964  | Fleur à 22 pétales                                                                                   | 5e anniversaire de la CEPT                                                                           | 19   |                                                                                                  | Georges Bétemps (France)                            |
| 1965  | Rameau à 3 feuilles (représentant poste, téléphone et télégraphe) et fruits composé des lettres CEPT | | 19   |                                                                                                  | Hördur Karlsson (Islande)                           |
| 1966  | Bateau à voile                                                                                       | | 19   | Andorre poste française                                                                          | Gregor Bender et Josef Bender (Alemagne de l'Ouest) |
| 1967  | Engrenages à 22 dents                                                                                | | 19   |                                                                                                  | Oscar Bonnevalle (Belgique)                         |
| 1968  | Clef avec les lettres CEPT dans la poignée                                                           | | 18   |                                                                                                  | Hans Schwarzenbach (Suisse)                         |
| 1969  | Temple antique dont les mots Europa et CEPT forment les colonnes                                     | 10e anniversaire de la CEPT                                                                          | 26   | Vatican Yougoslavie                                                                              | Giorgio Belli et Luigi Gasbarra (Italie)            |
| 1970  | Maillage composé de 24 fils                                                                          | | 19   |                                                                                                  | Louis le Brocquy (Irlande)                          |
| 1971  | Chaîne dont un des maillons forme le O du mot Europa                                                 | | 21   | Malte                                                                                            | Helgi Haflidasson (Islande)                         |
| 1972  | Aurore boréale composée de 14 étoiles                                                                | La télécommunication                                                                                 | 21   | Andorre poste espagnole                                                                          | Paavo Huovinen (Finlande)                           |
| 1973  | Cor de poste composé de 3 flèches                                                                    | Poste, téléphone et télégraphe                                                                       | 24   |                                                                                                  | Leif Frimann Anisdahl (Norvège)                     |

### Thèmes communs (1974-)
| Année | Thème                                                                                     | Exemple               | Parti-cipants | Première participation                                                      |
| ----- | ----------------------------------------------------------------------------------------- | --------------------- | ------------- | --------------------------------------------------------------------------- |
| 1974  | Sculptures                                                                                |                       | 23            |                                                                             |
| 1975  | Peintures                                                                                 |                       | 24            | Chypre du Nord (poste turque)                                               |
| 1976  | Artisanat                                                                                 |                       | 27            | Guernesey Île de Man                                                        |
| 1977  | Paysages                                                                                  |                       | 28            |                                                                             |
| 1978  | Monuments                                                                                 |                       | 30            | Jersey                                                                      |
| 1979  | Histoire postale                                                                          |                       | 31            | Îles Féroé Gibraltar                                                        |
| 1980  | Personnages célèbres                                                                      |                       | 32            |                                                                             |
| 1981  | Folklore et fêtes                                                                         |                       | 32            | Açores Madère                                                               |
| 1982  | Événements historiques                                                                    |                       | 35            |                                                                             |
| 1983  | Génie humain                                                                              |                       | 35            |                                                                             |
| 1984  | 25e anniversaire de la CEPT - Motif commun : un pont                                      |                       | 35            | Dessinateur : Jacky Larrivière (France)                                     |
| 1985  | Année européenne de la musique                                                            |                       | 35            |                                                                             |
| 1986  | Conservation de la nature                                                                 |                       | 35            |                                                                             |
| 1987  | Architecture moderne                                                                      |                       | 35            |                                                                             |
| 1988  | Transports et communications                                                              |                       | 35            |                                                                             |
| 1989  | Jeux d'enfants                                                                            |                       | 35            |                                                                             |
| 1990  | Bâtiments postaux                                                                         |                       | 37            |                                                                             |
| 1991  | >Europe et espace                                                                         |                       | 41            | Bulgarie Hongrie Pologne Roumanie Tchécoslovaquie                           |
| 1992  | 500e anniversaire de la Découverte de l'Amérique                                          |                       | 42            | Albanie Croatie                                                             |
| 1993  | Art contemporain                                                                          |                       | 46            | Lituanie Moldavie République tchèque Slovaquie Slovénie                     |
| 1994  | Grandes découvertes                                                                       |                       | 49            | Îles Åland Groenland Estonie Lettonie                                       |
| 1995  | Paix et liberté - 50e anniversaire de la fin de la Seconde Guerre mondiale                |                       | 49            | Bosnie-Herzégovine Russie                                                   |
| 1996  | Femmes européennes célèbres                                                               |                       | 52            | Macédoine                                                                   |
| 1997  | Contes et légendes                                                                        |                       | 54            | Arménie Ukraine                                                             |
| 1998  | Fêtes et festivals nationaux                                                              |                       | 57            | Azerbaïdjan Biélorussie Géorgie                                             |
| 1999  | Réserves et parcs naturels                                                                |                       | 57            |                                                                             |
| 2000  | Nouveau millénaire Motif commun : tour de 6 étoiles construite par des enfants            |                       | 56            |                                                                             |
| 2001  | L'eau, richesse naturelle                                                                 |                       | 57            |                                                                             |
| 2002  | Le cirque                                                                                 |                       | 59            |                                                                             |
| 2003  | L'art de l'affiche                                                                        |                       | 58            | Serbie-et-Monténégro                                                        |
| 2004  | Les vacances                                                                              |                       | 58            |                                                                             |
| 2005  | La gastronomie                                                                            |                       | 59            | Bosnie-Herzégovine poste Croate et poste Serbe Monténégro Kazakhstan Serbie |
| 2006  | L'intégration vue par les jeunes                                                          |                       | 60            | Kosovo                                                                      |
| 2007  | Centenaire du scoutisme                                                                   |                       | 62            |                                                                             |
| 2008  | La correspondance : redécouvrir le plaisir d'écrire                                       |                       | 63            | Haut-Karabagh                                                               |
| 2009  | Astronomie (année internationale de l'astronomie)                                         |                       | 64            |                                                                             |
| 2010  | Livres pour enfants                                                                       |                       | 61            |                                                                             |
| 2011  | Les forêts (année internationale des forêts)                                              |                       |               |                                                                             |
| 2012  | Visitez ... (par ex. "Visitez la France")                                                 |                       |               |                                                                             |
| 2013  | Véhicules postaux (20e anniversaire de PostEurop)                                         |                       |               |                                                                             |
| 2014  | Instruments de musique nationaux                                                          |                       |               |                                                                             |
| 2015  | Jouets anciens                                                                            |                       |               |                                                                             |
| 2016  | L'écologie en Europe « think green » - motif commun (60e anniversaire des timbres Europa) |                       |               |                                                                             |
| 2017  | Les châteaux                                                                              |                       |               |                                                                             |
| 2018  | Les ponts                                                                                 |                       |               |                                                                             |
| 2019  | Oiseaux nationaux                                                                         |                       |               |                                                                             |
| 2020  | Les anciennes routes postales                                                             |                       |               |                                                                             |
| 2021  | Espèces sauvages nationales menacées d’extinction                                         |                       |               |                                                                             |
| 2022  | Mythes et légendes                                                                        |                       |               |                                                                             |
| 2023  | La paix, plus haute valeur de l'humanité                                                  |                       |               |                                                                             |
| 2024  | Faune et flore sous-marine                                                                |                       |               |                                                                             |
| 2025  | Découvertes archéologiques nationales                                                     | Lien vers le concours |               |                                                                             |
| 2026  | 70e anniversaire des timbres EUROPA                                                       |                       |               |                                                                             |
| 2027  | Street art                                                                                |                       |               |                                                                             |

## Émissions du50eanniversaire

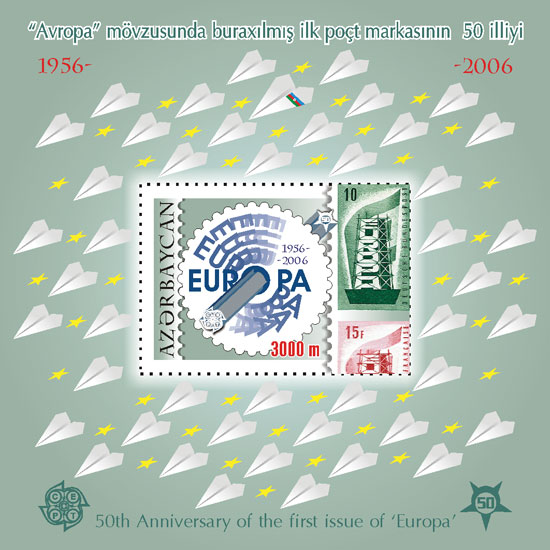
Bloc feuillet émis en 2006 par l'Azerbaïdjan pour célébrer les 50 ans de la première émission Europa. À noter le logo de la CEPT et le logo anniversaire en forme d'étoile.

Si, en 2006, les pays membres de PostEurop ont choisi pour thème l'Intégration vue par les enfants, et non un thème lié au 50e anniversaire des émissions Europa, plusieurs pays ont émis des timbres ou des timbres sur timbres reprenant les premiers motifs communs des années 1950-1970, le plus souvent accompagnés du logo de la CEPT, disparu des timbres Europa en 1993. Un logo anniversaire (un chiffre 50 au milieu d'une étoile à 5 branches) figure également sur ces timbres.
Dès 2005, plusieurs pays non européens et non membres de PostEurop ont émis des timbres dans le cadre de cet anniversaire. En Europe, quelques pays, dont la Serbie-et-Monténégro, l'Albanie, la Moldavie, Gibraltar, Chypre, etc. ont aussi participé à ces émissions. 
En 2009, seule l'Irlande a célébré les 50 ans de la CEPT en émettant un timbre.

## Émissions illégales
De par sa grande popularité, la collection Europa a connu de nombreuses émissions illégales.

### Émissions de propagandes
Les émissions communes en Europe de l'Ouest ont inspiré durant la Guerre Froide aux dissidents anticommunistes se trouvant à l'ouest des vignettes de propagande pour exprimer leur lutte contre les régimes communistes.
Avant même les émissions communes européennes, le mouvement Romania libera (Roumanie libre) a incité, depuis son exil espagnol, ses membres à coller des vignettes sur leur courrier à côté des timbres des postes officielles de leur pays de résidence. 
À partir des émissions communes de 1956, Romania libera détourne les illustrations de ces émissions pour alerter les Européens occidentaux du danger soviétique : tour Europa mal-en-point, colombe européenne menacée par le serpent soviétique, roue européenne servant à écraser une pierre marquée de la faucille et du marteau, vol de colombes surveillé par un faucon communiste et arbre européen menacé par une hache. Ce type de vignettes de propagande a aussi été utilisé dans les années 60 par le Comité de libération croate et l'Organisation des Slovènes anticommunistes.

### Pays non reconnus
Certaines administrations postales européennes émettent des timbres Europa sans avoir une reconnaissance internationale et de facto ne sont pas membres de l'Union postale universelle. C'est le cas actuellement de la poste turque de Chypre, du Kosovo, du Haut-Karabagh et durant plusieurs années aussi des postes croate et serbe de Bosnie-Herzégovine. Néanmoins ces timbres sont émis par des administrations postales, même si non reconnue sur un plan international elles sont reconnues par d'autres pays vers lesquels des courriers affranchis circulent ; c'est pourquoi ces timbres sont répertoriés dans les catalogues spécialisés et sont donc considérés comme officiels par les collectionneurs. Contrairement aux vignettes émises par des entités privées et arborant des noms de pays non reconnus internationalement. On trouve couramment sur le marché des faux timbres Europa d'Ossétie du Sud, d'Abkhazie, de la Transnistrie qui sont donc considérée comme de simples vignettes sans valeur philatélique.

### Pays non européens
Seules les administrations postales des pays se trouvant sur le continent européen peuvent émettre des timbres Europa. Ce qui n'a pas empêché quelques pays non européen d'émettre des timbres de "sympathies" reproduisant les motifs communs de la collection. Ce fut le cas du Paraguay, du Rwanda, de la Mauritanie ou du Yémen.

## Concours annuel du meilleur timbre Europa
Afin de promouvoir les émissions Europa auprès des philatélistes, PostEurop crée en 2002 un concours annuel du "meilleur timbre Europa". Jusqu'en 2006, seuls les représentants des différentes administrations postales pouvaient, lors de l'assemblée plénière de PostEurop, élire le meilleur timbre Europa. À partir de 2007, PostEurop organise un vote sur son site Internet ouvert à tous. 

Dès 2011, PostEurop organise un prix du meilleur timbre Europa décerné par un jury. Le timbre vainqueur est sélectionné par un jury composé de représentants du monde philatélique et de graphistes. Ce prix est décerné parallèlement au prix du timbre élu par le public sur Internet. 

### Timbres vainqueurs du vote du public
| Année | Pays      | Timbre                                |
| ----- | --------- | ------------------------------------- |
| 2002  | Malte     | [ 8 ]                                 |
| 2003  | Monaco    | timbre 1/2                            |
| 2004  | Groenland | [ 10 ]                                |
| 2005  | Islande   | timbre 1/2                            |
| 2006  | Ukraine   | timbre 2/2                            |
| 2007  | Arménie   |                                       |
| 2008  | Hongrie   | timbre 1/2                            |
| 2009  | Hongrie   | timbre 2/2                            |
| 2010  | Hongrie   | timbre 2/2                            |
| 2011  | Turquie   | timbre 1/2                            |
| 2012  | Hongrie   | timbre 1/2                            |
| 2013  | Turquie   | timbre 2/2                            |
| 2014  | Serbie    | timbre 2/2                            |
| 2015  | Turquie   | timbre 2/2                            |
| 2016  |           | Illustration commune. Pas de concours |
| 2017  | Turquie   | timbre 2/2                            |
| 2018  | Turquie   | timbre 2/2                            |
| 2019  | Arménie   |                                       |
| 2020  | Turquie   | [ 22 ]                                |

### Timbres vainqueurs du vote du jury
| Année | Pays     | Timbre     |
| ----- | -------- | ---------- |
| 2011  | Chypre   | timbre 2/2 |
| 2012  | Russie   |            |
| 2013  | Finlande | timbre 2/2 |
| 2014  | Belgique |            |
| 2015  | Russie   |            |
| 2016  |          |            |
| 2017  | Finlande |            |
| 2018  | Belgique |            |
| 2019  | Slovénie |            |
| 2020  | Pologne  |            |

### Sources
- Catalogue Dallay :
  - le Catalogue de cotations des timbres de France signale le nom des dessinateurs des timbres qui servent d'illustration commune,
  - Catalogue de cotations des timbres d'Andorre, Monaco, Terres australes, Europa. La partie sur les émissions Europa signale les émissions de dissidence.

### Articles
- Jean-Louis Emmenegger, « 1956-2006 : 50 ans de timbres "Europa" », publié dans L'Écho de la timbrologie n°1974, mars 2006, pages 74-78.
- P.J.M., « À ne pas oublier : les carnet "Europa" », article paru dans Timbres magazine n°67, avril 2006, pages 70-74.

### Catalogues spécialisés
- Michele Picardi, D'Urso Europa. Catalogue spécialisé des timbres et oblitérations se référant à l'intégration européenne, D'Urso Editore, Rome, réédité jusqu'en 1971 ; supplément en 1974.
- Domfil Europa Catalogue CEPT PostEurop, Espagne (ne paraît plus).
- Michel CEPT-Katalog, Schwaneberger Verlag, Munich, régulièrement réédité et mis à jour.